# Umarotar
Umarotar (en rus: Умаротар) és un poble de la república del Daguestan, a Rússia. Segons el cens del 2010 tenia 307 habitants.